# Neoschmidea calycina
Neoschmidea calycina är en vinruteväxtart som beskrevs av T.C.Hartley. Neoschmidea calycina ingår i släktet Neoschmidea och familjen vinruteväxter. Inga underarter finns listade i Catalogue of Life.